# أكلمام أبخان
أكلمام أبخان (تسمى أيضاً باسم البحيرة السوداء) هي بحيرة تبعد عن مدينة خنيفرة بحوالي 38 كلم، وهي إحدى المعالم البيئية المتميزة بإقليم خنيفرة، وبالضبط بمنطقة تمدغاس ايت لحسن. تحتضن مياه البحيرة مجموعة من الطيور كالإوز والدجاج الأسود فيما تخلو من كل أنواع الأسماك نظرا لكون مياهها تحتوي على بعض أنواع المعادن السامة كالرصاص، إضافة إلى ملوحة مياهها.
البحيرة مجال طبيعي تغذيه منابع وعيون جوفية معروفة بعمقها، خاصة في الجانب الشرقي الذي يتميز بمناظر أشد روعة. يصل علو البحيرة إلى 1700 متر ومساحتها تقدر بـ7 هكتارات وعمقها يصل إلى مترين.